# Otto-Pankok-Preis
Der Otto-Pankok-Preis ist ein seit 1999 im drei- bis fünfjährigen Rhythmus in Lübeck vergebener Kulturpreis der von Günter und Ute Grass gegründete Stiftung zugunsten des Romavolks.
Die 1997 gegründete Stiftung zugunsten des Romavolks soll das Verständnis für die Eigenarten der Roma fördern, über deren kulturelle und soziale Lage in Geschichte und Gegenwart aufklären und zu Toleranz beitragen. Gefördert werden journalistische, wissenschaftliche, sozialpolitische und künstlerische Arbeiten, deren Anlass und Thema das Romavolk ist, insbesondere die Sinti und Roma in Deutschland.
Die „Stiftung zugunsten des Romavolks“ ist eine von sechs Stiftungen, die der Nobelpreisträger und seine zweite Frau Ute zu Lebzeiten gegründet und mit Geld ausgestattet hat. Der Otto-Pankok-Preis ist dotiert auf 10.000 €; hinzu kommt ein Förderpreis in Höhe von 5.000 €.
Eine Bewerbung für den Preis ist nicht möglich. Der Vorstand der Stiftung, die im Lübecker Günter-Grass-Haus beheimatet ist, benennt eine unabhängige Fachjury, welche über die Vergabe der Preisträger entscheidet.

## Name
Der Otto-Pankok-Preis erinnert an den niederrheinischen Künstler Otto Pankok (1893–1966), dessen Schüler Günter Grass von 1948 bis 1952 an der Kunstakademie in Düsseldorf war. Otto Pankok hatte in seinem sozialkritischen Werk immer wieder auf verfemte Minderheiten, insbesondere auf die „Zigeuner“, aufmerksam gemacht.

## Preisträger
| Jahr | Preisträger                       | Beschreibung | Förderpreis                                                                                     |
| ---- | --------------------------------- | --- | ----------------------------------------------------------------------------------------------- |
| 1999 | Melanie Spitta.                   | Filmemacherin, Publizistin und Bürgerrechtlerin |                                                                                                 |
| 2002 | Ibrahim Hasani                    | aus dem Kosovo stammender Arzt und Menschenrechtler |                                                                                                 |
| 2006 | Kieler Sinti-Mediatorinnen-Modell | beispielhafte Integrationsarbeit für Sinti-Kinder an Kieler Schulen | Jugendliche der Kirchengemeinde Kiel-Hassee für die Musical-Produktion „Gipsy Style“            |
| 2009 | Lalla Weiss.                      | niederländische Menschenrechtlerin und Sintezza |                                                                                                 |
| 2014 | Reno Zsigó                        | ungarischer Menschenrechtler, Soziologe und Pädagoge; Gründer und langjähriger Direktor der Einrichtung „Romano Kher“ in Budapest; Vorsitzender des ungarischen Roma-Parlaments. Er sei ein „unabhängiger und engagierter Sprecher für politische und kulturelle Angelegenheiten der Roma in Ungarn“ gewesen, erklärte die Stiftung. | Tímea Junghaus, Kunsthistorikerin, und die „Gallery8 – Roma Contemporary Art Space“ in Budapest |
| 2019 | Petra Rosenberg                   | Berliner Menschenrechtlerin; Vorsitzende des Landesverbandes Deutscher Sinti und Roma Berlin-Brandenburg; geehrt für ihren Einsatz für die gleichberechtigte Teilhabe der Sinti und Roma als Minderheit in der Mehrheitsgesellschaft                                                                                                 |                                                                                                 |